# Molgula ellistoni
Molgula ellistoni är en sjöpungsart som beskrevs av Kott 1972. Molgula ellistoni ingår i släktet Molgula och familjen kulsjöpungar. Inga underarter finns listade i Catalogue of Life.